# Jin Stragier
Jin Stragier, geboren als Adriana Paula Stragier (Uitkerke, 2 februari 1924 – Blankenberge, 4 november 2020), was een Belgisch kunstschilderes.
Haar passie voor de schilderkunst was vanaf zeer jonge leeftijd aanwezig. Haar eerste schilderij, dat verkocht werd, maakte ze toen ze pas 5 jaar was. Gedurende de Tweede Wereldoorlog was zij samen met haar toekomstige man, August Vandevelde (die zij zelf later zou omdopen tot Barry Vandevelde), actief in het verzet. De laatste maanden zat ze samen met haar oudste zus ondergedoken.
Na de oorlog was ze vastbesloten kunstschilderes te worden. Ze ging naar de kunstacademie in Brugge en voltooide daar haar opleiding. Ze bouwde haar carrière op en begon in haar vroege periode met het paletmes en felle kleuren kinderen te schilderen. Haar werk zou zich gaan typeren als symbolisme gecombineerd met surrealisme. Haar werken worden verkocht van Europa tot de Verenigde Staten.
Ze overleed in 2020 op 96-jarige leeftijd.
- RKD-Nederlands Instituut voor Kunstgeschiedenis: 100127